# Брюкль

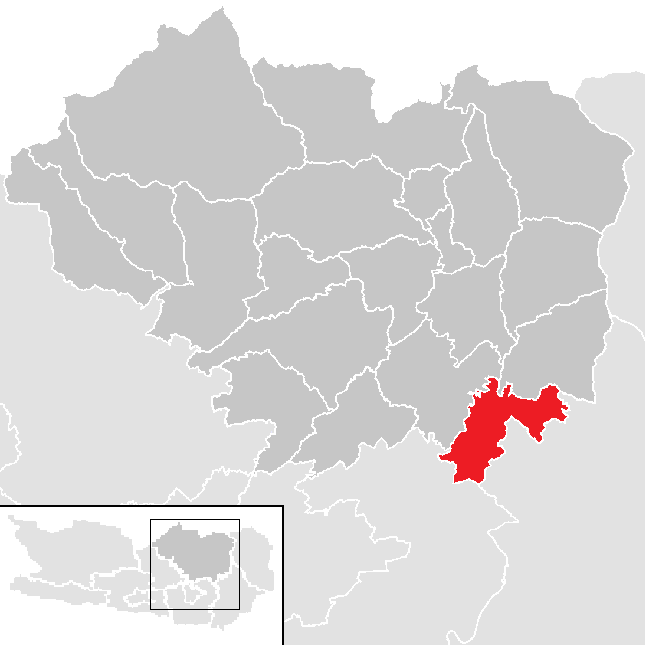
20502 —Брюкль

Брюкль (нім. Brückl) — ярмаркова громада в федеральній землі Каринтія (Австрія). Громада розташована в політичному окрузі Санкт-Файт-ан-дер-Глан.

## Виноски
- Офіційна сторінка [Архівовано 3 березня 2018 у Wayback Machine.](нім.)